# Look Who's Talking Now
Look Who's Talking Now is een Amerikaanse komediefilm uit 1993 van Tom Ropelewski. Het is het derde en laatste deel van de in 1989 uitgebrachte film Look Who's Talking en de in 1990 uitgebrachte Look Who's Talking Too. De hoofdrollen zijn voor John Travolta, Kirstie Alley en de stemmen van Danny DeVito en Diane Keaton.

## Verhaal
Mikey wil een hond. Rocks is een straathond en zet het huis op stelten. Maar Rocks heeft het huis niet alleen voor zichzelf en krijgt te maken met de keurige poedel Daphne. James heeft net een nieuwe baan en Mollie is net haar baan kwijtgeraakt. Kerstmis dreigt in het water te vallen.

## Rolverdeling
| Acteur          | Personage              | Opmerkingen |
| --------------- | ---------------------- | ----------- |
| John Travolta   | James Ubriacco         |             |
| Kirstie Alley   | Mollie Jensen-Ubriacco |             |
| David Gallagher | Mikey Ubriacco         |             |
| Tabitha Lupien  | Julie Ubriacco         |             |
| Olympia Dukakis | Rosie                  |             |
| Danny DeVito    | Rocks                  | Stem        |
| Diane Keaton    | Daphne                 | Stem        |
| George Segal    | Albert                 |             |